# Bénie soit la femme
Pour plus de détails, voir Fiche technique et Distribution.
Bénie soit la femme (Благословите женщину) est un film russe réalisé par Stanislav Govoroukhine, sorti en 2003,.

## Fiche technique
- Titre français : Bénie soit la femme[3]
- Photographie : Lomer Akhvlediani
- Musique : Evgueni Doga
- Décors : Valentin Gidoulianov, Regina Khomskaïa
- Montage : Vera Krouglova